# Englesqueville (Calvados)
Pour les articles homonymes, voir Englesqueville.
Englesqueville est une ancienne commune française[réf. nécessaire] du département du Calvados.

## Toponymie
Pour la signification de ce toponyme, voir Anglesqueville-la-Bras-Long (Seine-Maritime).

## Histoire
La commune a connu une brève existence : avant 1794, la commune est supprimée et rattachée à Ranchy.

## Source
- Des villages de Cassini aux communes d'aujourd'hui, « Notice communale : Englesqueville », sur ehess.fr, École des hautes études en sciences sociales.